# Дело Джакишева
Дело Джакишева — уголовное дело в Казахстане по обвинению руководителя компании «Казатомпром» Мухтара Джакишева в ряде экономических преступлений.

## Арест и расследование
21 мая 2009 года около 14 часов Мухтар Джакишев, будучи президентом Национальной атомной компании «Казатомпром», был задержан в офисе компании в Астане лицами, представившимися сотрудниками органов национальной безопасности, и через три дня подвергнут аресту по обвинению в «растрате вверенного государством имущества в виде долей в крупнейших урановых месторождениях Казахстана путём их отчуждения в пользу ряда фирм, зарегистрированных в оффшорных зонах», в присвоении вверенного имущества в крупном размере, совершённом группой лиц, а также нанесении ущерба урановой отрасли Казахстана.
Первое свидание с женой было разрешено спустя 2 месяца нахождения Джакишева в следственном изоляторе. 

## Судебные процессы и приговоры
Первый судебный процесс проходил в закрытом режиме с января 2010 года; 12 марта Джакишев был признан виновным по статьям 176 («присвоение или растрата вверенного чужого имущества») и 311 («получение взятки») Уголовного кодекса Республики Казахстан и приговорён к 14 годам лишения свободы с отбыванием наказания в колонии строгого режима и лишением права занимать в течение 7 лет государственные должности. Кроме того, суд направил представление о лишении Джакишева ордена «Курмет».
Во время второго судебного процесса 21 июня 2012 года Сары-Аркинский районный суд № 2 Астаны, признав вину Джакишева в присвоении чужого имущества, мошенничестве, подделке документов и злоупотреблении должностными полномочиями, приговорил его к 10 годам лишения свободы. По совокупности назначенных наказаний (с учётом первого приговора того же суда в 2010 году) окончательный срок определён в 14 лет лишения свободы с запрещением занимать руководящие государственные должности в течение 7 лет и исчислением срока отбывания наказания с 21 мая 2009 года. Размер ущерба, причинённого «Казатомпрому», по мнению Джакишева, судом был признан равным разнице между ценой поставки товаров (услуг) в соответствии с контрактами и ценой их производственной себестоимости.
Критика процесса
В процессе следствия были отмечены случаи давления на защиту (запрет адвокату обсуждать детали уголовного дела с подзащитным, изъятие личных записей адвоката); в сентябре 2009 года Комитет национальной безопасности Казахстана в одностороннем порядке отстранил от защиты адвоката Н. Бейсекеева. Неоднократно сообщалось об ухудшении состояния здоровья Джакишева.
Отмечались процессуальные нарушения судебного разбирательства под председательством судьи Пазылова: адвокат Г. Шалдыкова была назначена с прямым нарушением ст.72 УПК, запрещающей рекомендовать подсудимому конкретного адвоката; присвоение уголовному делу грифа секретности вопреки положениям правительственных документов; отсутствие исков государства и компаний о взыскании ущерба.

## Условно-досрочное освобождение
Осужденный отбывал наказание в Заречном близ Алма-Аты; с февраля 2014 — в Долинке (Карагандинская область).
28 ноября 2018 года суд Семея отказал Джакишеву в УДО из-за того, что он не возместил ущерб в размере 99,6 млрд тенге. Во второй раз в условно-досрочном освобождении ему отказали 24 июля 2019 года.
3 марта 2020 году суд удовлетворил ходатайство Джакишева об условно-досрочном освобождении, причиненный ущерб в размере 99,6 млрд тенге так и не был возмещен государству.